# Кольк, Элиза
Элиза Кольк (эст. Elisa Kolk, род. 14 июля 1997 г. в г. Тарту, Эстония) — эстонская певица и автор песен.

## Биография

### Образование
В 2015 году окончила Тартускую музыкальную школу по специальности «классическое пение». В 2016 году окончила Тартускую Таммескую гимназию.

### Карьера
Элиза Кольк уже в первые годы жизни участвовала в детских песенных конкурсах. В 9 лет она начала учиться пению в Тартуской музыкальной школе по специальности «пение», которую окончила. В 13 лет она опубликовала свой первый рассказ. В начале 2014 года Кольк начала сотрудничество с гитаристом Мартом Абро, с которым стала давать акустические концерты по всей Эстонии.
В 2015 году Элиза Кольк выпустила сингл «Superlove» («Суперлюбовь»), в создании которого также участвовал Уку Сувисте, продюсером был Вахур Валгмаа. Участвовала в предварительном раунде «Евровидения» с песней «Эстонская песня 2015» и заняла третье место. Также участвовала в таких эстонских телешоу, как «Эстонская песня 2015», «Выходные с каналом 2», «Охота за клипами», «Мы любим Эстонию», «Ваше лицо звучит знакомо». Летом 2015 года работала метеорологом в передаче «Летний репортёр». В 2016 году сыграла главную роль в сериале «Кухня». В сентябре того же года ею была выпущена новая песня и музыкальное видео «молчание сирен» в сотрудничестве с музыкальным продюсером Вахуром Валгмаа. В мае 2017 года Элиза Кольк выпустила свой первый международный сингл «Amora» (продюсер Вахур Валгмаа, издатель — музыкальная фирма «Ghost Town», Норвегия).

## Синглы
- «Mis ootab ees» (2015)
- «Sündinud Tulest» (koos Alen Vezikuga) (2015)
- «Superlove» (2014)
- «You Did it» (2015)
- «Stay Stop» 2015
- «Mis ootab ees» (2015)
- «Silence the Sirens» 2016
- «Green Light» 2016
- «Amora» 2017
- «Famous» 2018
- «Hunter» 2018
- «Dark of the Night» 2019
- «Real Girls» 2020
- «Undercover» 2020